# Erdősné Dain Teréz
Erdősné Dain Teréz (Losonc, 1808. szeptember 22. (keresztelés) – Pest, 1858. november 6.) színésznő.

## Életútja
Dain Ádám és Szatmáry Judit leánya. Déryné hozta a színészethez 1832-ben, Rimaszombatban. 1836–1842 között Erdős János színész felesége volt. Fontosabb vándortársulatban játszott, Kolozsvártól Pozsonyig számtalan színházi központban szerepelt. Legjelentősebb sikereit Győrött aratta, 1838-ban mint vendég fellépett a Pesti Magyar Színházban. Már fiatalon idősebb nőszerepekben tűnt fel. 1843-ban Kolozsvárott, 1844—1847 között Győrött, majd 1851-ben ismét Győrött működött. Róla ezekben emlékezik meg az egykorú beszámoló: »Anyákat, aggnőket, ollykor fiatal özvegyeket játszik, bár orgánja igen kellemetlenül hat a fülekre, kivált első halláskor, de további ismeretség után e' szorgalmatos színésznő mindinkább megnyeri tetszésünket. Több érdemei: korszerű öltözék, szorgalmas szereptudás 's majd alig van az egész társaságnál egyén, ki annyiszor olly híven felfogná szerepe jellemét, mint Erdősné.« (»Hazánk«, [Győr] 1847. jan. 9.)

## Fontosabb szerepei
- Viarda (Weber–Wolff: Preciosa)
- Metta (Birch-Pfeiffer: Bársonycipő)
- Korpádiné (Szigligeti Ede: A szökött katona)
- Kamilla (Szigligeti Ede: Liliomfi)